# Вязовский, Владимир Андреевич
Владимир Андреевич Вязовский (1920—2005) — полковник Советской Армии, участник Великой Отечественной войны, Герой Советского Союза (1944).

## Биография
Владимир Вязовский родился 20 октября 1920 года в селе Федоровка (ныне — Карловский район Полтавской области Украины) в рабочей семье. В 1931 году он вместе с родителями переехал в город Попасная Луганской области. Окончил десять классов школы. В 1939 году Вязовский был призван на службу в Рабоче-крестьянскую Красную Армию. По комсомольской путёвке он был направлен на учёбу в Краснодарское военное авиационное училище лётчиков и лётнабов, окончил его в 1940 году. С начала Великой Отечественной войны — на её фронтах. Первый свой боевой вылет совершил на территорию Румынии 25 июня 1941 года. Летал в составе экипажа Фёдора Артемьева, участвовал в обороне Крыма, битве за Кавказ, освобождении Кубани, Донбасса, Украинской ССР, Крыма, Белорусской ССР, Прибалтики, нанесении бомбовых ударов по немецким войскам и объектам в Польше и Германии.
К сентябрю 1943 года гвардии капитан Владимир Вязовский был штурманом эскадрильи 24-го гвардейского авиаполка 50-й авиадивизии 6-го авиационного корпуса дальнего действия. К тому времени он совершил 231 боевой вылет, в том числе 199 в тёмное время суток. К весне 1944 года он уже совершил 263 боевых вылетов.
Указом Президиума Верховного Совета СССР от 13 марта 1944 года за «образцовое выполнение заданий командования и проявленные при этом мужество и героизм» гвардии капитан Владимир Вязовский был удостоен высокого звания Героя Советского Союза с вручением ордена Ленина и медали «Золотая Звезда» за номером 3520.
Всего же за годы войны совершил 287 боевых вылетов, в составе экипажа принял участие в 28 воздушных боях, в которых было сбито 9 самолётов. После окончания войны Вязовский продолжил службу в ВВС. В 1975 году в звании полковника он был уволен в запас. Проживал в Виннице, работал инженером объединения «Винницаэнерго». Скончался 2 марта 2005 года, похоронен на Центральном кладбище Винницы.
Был также награждён тремя орденами Красного Знамени, орденами Отечественной войны 1-й степени и Красной Звезды, а также рядом медалей.